# Ончешти (Бакау)
Ончешти (рум. Onceşti) насеље је у Румунији у округу Бакау у општини Ончешти. Oпштина се налази на надморској висини од 172 m.

## Становништво
Према подацима из 2002. године у насељу је живело 1702 становника, од којих су сви румунске националности.

### Хронологија
| Година       | 1992 | 1993 | 1994 | 1995 | 1996 | 1997 | 1998 | 1999 | 2000 | 2001 | 2002 | 2003 | 2004 | 2005 | 2006 | 2007 | 2008 | 2009 | 2010 | 2011 | 2012 | 2013 | 2014 | 2015 | 2016 | 2017 |
| ------------ | ---- | ---- | ---- | ---- | ---- | ---- | ---- | ---- | ---- | ---- | ---- | ---- | ---- | ---- | ---- | ---- | ---- | ---- | ---- | ---- | ---- | ---- | ---- | ---- | ---- | ---- |
| Становништво | 1968 | 1908 | 1854 | 1836 | 1862 | 1854 | 1854 | 1851 | 1859 | 1856 | 1870 | 1869 | 1873 | 1869 | 1866 | 1841 | 1824 | 1795 | 1778 | 1747 | 1727 | 1710 | 1697 | 1684 | 1664 | 1670 |